# ستيف ستون
ستيف ستون (بالإنجليزية: Steve Stone)‏ (20 أغسطس 1971 بغيتسهيد في المملكة المتحدة - ) هو مدرب كرة قدم ولاعب كرة قدم بريطاني في مركز الوسط، شارك في بطولة أمم أوروبا 1996. وشارك مع منتخب إنجلترا لكرة القدم. أما مع النوادي، فقد لعب مع أستون فيلا وليدز يونايتد ونادي بورتسموث ونوتينغهام فورست.

## مسيرته الكروية
لعب ستيف ستون خلال مسيرته الاحترافية مع 4 أندية في ثمانية عشر موسمًا وسجل خلالها 37 هدفًا ضمن 368 مباراة. ولم يفز بأي موسم بالكأس أو بالدوري.
خاض ستيف ستون مسيرته مع نادي نوتينغهام فورست في موسم 1990–91 ليلعب معه تسعة مواسم، مشاركًا في 193 مباراة سجل خلالها 23 هدفًا. ثم انتقل إلى نادي أستون فيلا في موسم 1998–99 ليلعب معه أربعة مواسم، حيث شارك في 90 مباراة سجل خلالها 4 أهداف. لينتقل بعدها إلى نادي بورتسموث في موسم 2002–03 واستمر معه طيلة ثلاثة مواسم، مشاركًا في 73 مباراة سجل خلالها 9 أهداف. ثم انتقل إلى نادي ليدز يونايتد في موسم 2005–06 ولمدة موسمين، مشاركًا في 12 مباراة سجل خلالها هدفًا واحدًا.

## وصلات خارجية
- ستيف ستون على موقع الاتحاد الدولي (مؤرشف)  (الإنجليزية)
- ستيف ستون على موقع قاعدة بيانات كرة القدم.إي يو (الإنجليزية)
- ستيف ستون على موقع ناشيونال فوتبول تيمز (الإنجليزية)
- ستيف ستون على موقع Soccerbase.com (لاعب) (الإنجليزية)
- ستيف ستون على موقع عالم كرة القدم.نت (الإنجليزية)